# Lílian Moisés
Lílian Paolilo Ferrão, mais conhecida como Lílian Moisés (Santo André, 15 de março de 1974 — São Paulo, 4 de agosto de 2010), foi uma cantora de música cristã contemporânea e bacharel em direito brasileira, vocalista da banda Voz da Verdade de 1997 até sua morte, em 2010.

## Biografia
Lílian é filha de Célia Moisés e André Paolilo (in memorian), ambos foram músicos da banda Voz da Verdade. Foi casada por 17 anos com o policial federal Dennis Ferrão e deixou 2 filhos: Andrey de 2000 e Dhara de 2004. Em 1999, nas gravações do CD O Espelho, Lílian entrou oficialmente como vocalista do Voz da Verdade, sendo a primeira da banda tendo Contralto - uma voz mais grave - como classificação vocal.[carece de fontes?]

## Carreira
Em 1999, no álbum O Espelho, Lílian estreou oficialmente como vocalista da banda, cantando Impossível ao lado de sua avó Isa Moysés. Em 2000, realiza sua primeira participação solo no álbum Deus Dormiu Lá em Casa cantando Coragem. Já em 2001, canta Vento Oriental, no álbum Projeto no Deserto. Em 2002, no CD Somos Mais que Vencedores, realiza sua primeira participação em uma composição, na faixa Expressão de Vida, juntamente com Evaristo Fernandes.
Em 2003, canta Até o Fim, no CD O Melhor de Deus está por Vir. Em 2004, no CD Sonhos, canta Vale da Paz, com uma sonoridade diferente das anteriores interpretadas por ela. Em 2005, Além do Limite do Homem se torna um hit do álbum Ainda Estou Aqui e também um dos hinos mais conhecidos da intérprete. Em 2006, no álbum Filho de Leão, realiza mais uma parceria de composição, desta vez seu primo Samuel Moysés, na faixa Sem Você não Dá. Em 2008, regravou a faixa Imagem de Deus, do álbum de mesmo nome lançado em 1993, no CD e DVD comemorativo de 30 anos da banda Voz da Verdade intitulado 30 Anos Ao Vivo. Neste mesmo álbum, gravou a faixa Adoradores do Rei junto com os demais componentes. Em 2009, realizou sua última participação em discos da banda cantando Águas não discutem com Barreiras, no álbum Chuva de Sangue.
Fez uma participação  no DVD de 10 anos da Banda Calypso juntamente com seu tio, Carlos Alberto Moisés, sua tia, Liliani Zanirato e seu primo, Samuel Moysés, na faixa Um Novo Ser.

## Morte
Em 04 de agosto de 2010, Lilian foi submetida a uma cirurgia de transplante de fígado pois ela sofria de uma doença hereditária chamada Polineuropatia. A cantora não resistiu a operação e faleceu naquela madrugada após uma parada cardíaca no Centro Cirúrgico do Hospital Albert Eistein. O sepultamento ocorreu na tarde de 4 de agosto, no Phoenix Memorial, em Santo André (São Paulo). Sua morte causou muita repercussão e impacto no meio gospel, inclusive a banda Voz da Verdade só lançou um CD inédito no ano seguinte (2011), devido a perda da vocalista.

## Atuações na banda Voz da Verdade
| Ano  | Álbum                         | Faixa                            | Compositor (es)                          | Duração |
| ---- | ----------------------------- | -------------------------------- | ---------------------------------------- | ------- |
| 1999 | O Espelho                     | Impossível                       | Carlos A. Moysés                         | 4:57    |
| 2000 | Deus Dormiu lá em Casa        | Coragem                          | Carlos A. Moysés                         | 4:09    |
| 2001 | Projeto no Deserto            | Vento Oriental                   | Carlos A. Moysés                         | 5:24    |
| 2002 | Somos mais que Vencedores     | Expressão de Vida                | Evaristo Fernandes/Lílian Moisés         | 3:40    |
| 2003 | O Melhor de Deus está por Vir | Até o Fim                        | Carlos A. Moysés/Samuel Moysés           | 4:35    |
| 2004 | Sonhos                        | Vale da Paz                      | Carlos A. Moysés/Samuel Moysés           | 4:36    |
| 2005 | Ainda Estou Aqui              | Além do Limite do Homem          | Carlos A. Moysés/Liliani Zanirato Moysés | 4:18    |
| 2006 | Filho de Leão                 | Sem Você não Dá                  | Samuel Moysés/Lílian Moisés              | 5:14    |
| 2008 | 30 Anos                       | Imagem De Deus                   | Carlos A. Moysés                         | 4:56    |
| 2008 | 30 Anos                       | Adoradores do Rei                | Samuel Moysés                            | 6:00    |
| 2009 | Chuva de Sangue               | Águas não discutem com Barreiras | Carlos A. Moysés                         | 5:14    |
| 2010 | 10 Anos                       | Um Novo Ser                      | Banda Calypso                            | 5:34    |